# Freyheyt
FREYHEYT is een Nederlandse rockopera-film uit 2022, geregisseerd door Samantha Janssen. Het scenario werd geschreven door Wim Maatman en de muziek is van Tom Klein. Het verhaal is geïnspireerd op de verzetsbeweging in de Tweede Wereldoorlog.

## Verhaal
Het verhaal van FREYHEYT is gebaseerd op echte gebeurtenissen tijdens de Tweede Wereldoorlog. Een vriendengroep verzet zich tegen de bezetter. Wat begint als kwajongenswerk wordt gaandeweg steeds serieuzer en er vallen slachtoffers. Ook de Joodse Eef en Leo zijn lid van deze groep. Zij weigeren te vluchten of onder te duiken. Uiteindelijk worden ze gedeporteerd naar Sobibor en daar vermoord. En dan is er de rijke mediaman Kees Misset, de grote opportunist. Hij werkt samen met de Nazi's én het verzet en weet daardoor 240 man personeel voor de Arbeitseinsatz te behoeden. Na de bevrijding moet hij zich verantwoorden in een proces.

## Rolverdeling
| Acteur                | Personage                  |
| --------------------- | -------------------------- |
| Robin Slutter         | Kees Misset                |
| Tim Huntink           | Jan Houtsma                |
| Tineke Beekman        | Annie de Graaf             |
| Sam Kolenbrander      | Wim Moorman                |
| Cem Tunç              | Johan (Jan) Veldkamp       |
| Udo Klompenhouwer     | Hein Bulten                |
| Anne Freriks          | Diny Hakbijl               |
| Erik Plageman         | Egon Fischer               |
| Michelle Heitink      | Eef Berlijn                |
| Sten Geerdink         | Leo van Coeverden          |
| Annemarie Bulten      | Moeder van Eef             |
| Jos Buiting           | Vader van Diny             |
| Lotte Nieuwland       | Moeder van Diny en Pleiter |
| Mark Wevers           | Gerrit Stap en Aanklager   |
| Mike Schnitzler       | Willy Markus               |
| Patrick te Dorsthorst | de verrader                |

## Productie

### Aankondiging
De productie was onderdeel van de geplande viering van 75 Jaar Vrijheid, ter nagedachtenis van de beëindiging van de Tweede Wereldoorlog, 75 jaar geleden. Het zou als theatervoorstelling worden uitgevoerd in 2020, maar door de Coronapandemie werd dit enkele malen uitgesteld. Uiteindelijk werd besloten om FREYHEYT als film uit te brengen.

### Opnames
De film vertelt het verhaal van een vriendengroep in het verzet, maar dan alsof in de huidige tijd gebeurt. Alles is opgenomen in de oude gevangenis De Kruisberg in Doetinchem, waar aan het eind van de Tweede Wereldoorlog verzetsstrijders gevangen zaten en na de bevrijding NSB'ers. Veel van de acteurs zijn afkomstig van Musical Producties Gaanderen.
Naast de productie van deze film zijn er enkele side-events geproduceerd, waaronder de documentaire Met het Begin van de Lente over de bombardementen op Doetinchem. Omroep Gelderland heeft het productieproces gevolgd met nieuwsitems en korte documentaires.

### Financiering
Cultuurbedrijf Amphion, Erfgoedcentrum Achterhoek en Liemers, Musical Producties Gaanderen, het Graafschap College en het Stadsmuseum Doetinchem steunden het FREYHEYT project als partners.

### Première
De première vond plaats op 21 maart 2022 in Schouwburg Amphion in Doetinchem en draaide daarna in diverse filmhuizen zoals het cultureel centrum De Mattelier in Groenlo. In de zomer van 2022 waren er buitenluchtvertoningen op de plaats waar de film werd opgenomen. 